# Leucanopsis hoffmannsi
Leucanopsis hoffmannsi là một loài bướm đêm thuộc phân họ Arctiinae, họ Erebidae.